# David Rovics
David Rovics (ur. 10 kwietnia 1967 w Nowym Jorku) – amerykański muzyk i kompozytor muzyki niezależnej, a także aktywista polityczny o poglądach anarchistycznych.

## Życiorys
David Rovics urodził się w Nowym Jorku, ale kiedy był jeszcze młody, jego rodzina przeprowadziła się do Wilton w stanie Connecticut. Atmosfera rodzinnego miasta wiązała się z konserwatywnym i chrześcijańskim środowiskiem. Natomiast rodzice, jak i nauczyciele Rovicsa, odznaczali się liberalnymi poglądami. Być może z tego powodu, jeszcze jako nastolatek, zainteresował się polityką i zaczął popierać rozbrojenia nuklearne, wegetarianizm i inne kwestie związane z kontrkulturą. Opisał siebie z młodzieńczego okresu jako „antysyjonistycznego Żyda z Nowego Jorku”.
Jego muzyka najczęściej dotyka aktualnych tematów, takich jak wojna w Iraku, antyglobalizacja czy sprawiedliwość społeczna. Rovics był otwartym krytykiem byłego prezydenta George'a W. Busha, Partii Republikańskiej, a także Johna Kerry'ego i Partii Demokratycznej. Negatywnie odnosi się równie do syjonizmu, imperializmu. Jest członkiem Robotników Przemysłowych Świata.
Aktualnie mieszka w Portland z rodziną. Ma córkę Leilę.

## Dyskografia
- Make It So (1996)
- Pay Day at Coal Creek (1998)
- We Just Want the World (1999)
- Live at Club Passim (2000)
- Living In These Times (2001)
- Hang a Flag In the Window (2002)
- Who Would Jesus Bomb? (2003)
- Behind the Barricades, the Best of David Rovics (2003)
- The Return (2003)
- Songs for Mahmud (2004)
- Beyond the Mall (2004)
- For the Moment (2005)
- Halliburton Boardroom Massacre (2006)
- The Commons (2007)
- Ten Thousand Miles Away (2009)
- Waiting for the Fall - A Retrospective (2009)
- Troubador: People's History in Song (2010)
- Big Red Sessions (2011)
- Ten New Songs (2011) (2011)
- Meanwhile In Afghanistan (2012)
- 99% (2012)
- Spies Are Reading My Blog (2013)
- A Coup That Wasn't A Coup (2013)
- Everything Can Change (2013)
- Into A Prism (2013)
- Falasteen Habibti (2014)
- All the News That's Fit to Sing (2014)
- When I'm Elected President / Wayfaring Stranger (2014)
- The Other Side (2015)
- 1936 (2016)
- Letter to My Landlord (2016)
- Spies are Reading My Blog (2017)
- Punk Baroque (2017)
- Ballad of a Wobbly (2018)
- Historic Times (2019)
- Meanwhile in Afghanistan (2019)
- Songs for Today (2019)
- Strangers and Friends (2019)
- Notes From a Failed State (2020)
- Say Their Names (2020)
- Rebel Songs (Free The Imagination) (2020)
- It's Been a Year (2021)
- May Day (2021)

### Muzyka dla dzieci
- Har Har Har! Pirate Songs for Kids (2008)
- Ballad of a Dung Beetle (2011)